# كلوديوس قروس
كلوديوس قروس (بالألمانية: Claudius Gros)‏ هو فيزيائي ألماني، ولد في 18 فبراير 1961 في ماينتس في ألمانيا.